# Ophir (Utah)
Ophir es una localidad del condado de Tooele, estado de Utah, Estados Unidos. Según el censo de 2000 la población era de 23 habitantes. Con un decremento respecto a 1990, cuando contaba con 25 habitantes.

## Historia
Ophir recibe su nombre del cercano cañón y distrito minero. El distrito minero fue llamado por el sitio bíblico Ofir (Ophir en inglés), del cual el rey Salomón devolvió el oro a Israel.

## Geografía
Ophir se encuentra en las coordenadas 40°22′9″N 112°15′31″O / 40.36917, -112.25861.
Según la oficina del censo de Estados Unidos, la localidad tiene una superficie total de 0,4 km². No tiene superficie cubierta de agua.
- Datos: Q483494
- Multimedia: Ophir, Utah / Q483494